# Carlos Hathcock
Carlos Hathcock (ur. 20 maja 1942 w Little Rock, zm. 23 lutego 1999 w Virginia Beach) – amerykański żołnierz piechoty morskiej, strzelec wyborowy.

## Życiorys

### Młodość
Carlos Hathcock urodził się 20 maja 1942 roku w Little Rock w stanie Arkansas. Od dziecka ćwiczył się w strzelaniu, w młodości zarabiał też na polowaniach na drobną zwierzynę i handlu ich skórami. Po rozwodzie rodziców był wychowywany przez babcię. W wieku 17 lat wstąpił do Piechoty Morskiej USA. Po wstępnym treningu w San Diego skierowano go na Hawaje, gdzie zauważono jego dobre kwalifikacje na strzelca wyborowego. Z czasem Hathcock zaczął brać udział w ogólnokrajowych zawodach strzeleckich, odnosił w nich liczne sukcesy.

### Wojna w Wietnamie
W 1966 roku rozpoczął służbę w Wietnamie, gdzie toczyła się wojna przeciw partyzantom Vietcongu. Początkowo służył w tym kraju jako żandarm, ale gdy wkrótce po przybyciu, w czasie nocnego patrolu, dojrzał i z dużej odległości zastrzelił wietnamskiego sapera, został przeniesiony do plutonu snajperów mjr. Jima Landa. Pluton stacjonował na tzw. Wzgórzu 55, na południowy zachód od Đà Nẵng. Do najbardziej znanych akcji Hathcocka należy eliminacja kompanii Vietcongu, która dotarła w pobliże bazy jego plutonu. W czasie kilkudziesięciu godzin Hathcock strzelał do kryjących się w trawie żołnierzy, także po zapadnięciu zmroku. Jego zasługą jest także likwidacja służącej w Vietcongu Apache Woman, czyli kobiety, która specjalizowała się w torturowaniu schwytanych snajperów.
Za głowę Hathcocka, jednego z najgroźniejszych strzelców amerykańskiej armii, Wietnam Północny wyznaczył nagrodę 30 000 $, podczas gdy przeciętna nagroda za innych snajperów wynosiła kilkadziesiąt dolarów.
Hathcock znany był z noszenia przyczepionego do hełmu białego pióra, stąd też pochodził pseudonim nadany mu przez Wietnamczyków (wiet. Lông Trắng du Kich – Białe Pióro). Po wyznaczeniu za Hathcocka wysokiej nagrody, żołnierze z jego plutonu także zaczęli nosić przy hełmach białe pióra, które miały oszukać wietnamskich snajperów. Pomimo tego, jeden z wietnamskich snajperów podjął się próby zabicia Hathcocka, a podchody obu żołnierzy, usiłujących zabić siebie wzajemnie, trwały kilka dni. Pojedynek zakończył się, gdy Hathcock strzelił, zobaczywszy przez lunetę błysk w odległości ok. kilometra. Pocisk trafił wówczas w lunetę karabinu Wietnamczyka i przeszedł przez nią, trafiając przeciwnika w oko i zabijając go na miejscu.
Kilka dni przed końcem pobytu w Wietnamie przyjął propozycję likwidacji jednego z generałów północnowietnamskiej armii. W czasie trwającej kilka dni misji przekradał się przez cztery doby przez teren wroga aż do jego obozu. Oficera zastrzelił z odległości 700 metrów, gdy ten wychodził z chaty, będącej jego kwaterą, a wycofać się mógł tylko dlatego, że większość żołnierzy z obozu szukała go w pobliskim lesie, podczas gdy Hathcock zaczaił się w kupie liści na polanie zajętej pod obóz.
Po powrocie do USA zdecydował o zaciągnięciu się na kolejną turę w Wietnamie. W czasie drugiego pobytu w tym kraju został ranny, gdy jego transporter opancerzony najechał na minę przeciwczołgową. Hathcock doznał oparzeń drugiego i trzeciego stopnia na 40% powierzchni ciała, ale po wypadku wyciągnął z płonącego pojazdu jeszcze siedmiu żołnierzy. Za tę akcję zarekomendowano go do odznaczenia Medalem Honoru, ale odmówił twierdząc, że ranga zdarzenia była zbyt mała.
W sumie miał 93 potwierdzone trafienia i trzy razy więcej niepotwierdzonych, należał też do niego rekord celnego strzału z największej odległości, który ustanowił w lutym 1967 roku, zabijając partyzanta Vietcongu z ponad 2000 metrów. Rekord został pobity w 2002 roku, gdy kanadyjski snajper zastrzelił w Afganistanie taliba z odległości 2300 metrów.

### Późniejsze życie
W USA współtworzył ośrodek szkolenia snajperów w bazie Quantico w Wirginii. Z powodu ciężko gojących się ran cierpiał na depresję, popadł w alkoholizm. Odszedł na emeryturę w 1979 roku, zajmował się szkoleniem policyjnych snajperów i prowadzeniem kursów survivalu.
W 1968 roku ożenił się z Jo Winstead, miał z nią syna Carlosa III, także snajpera w Piechocie Morskiej USA.
Zmarł 23 lutego 1999 roku w Virginia Beach w Wirginii na stwardnienie rozsiane, które zdiagnozowano ponad dwadzieścia lat wcześniej.

## Upamiętnienia
W 1985 roku ukazała się jego biografia Marine Sniper, a na jego cześć jeden z modeli karabinów snajperskich nazwano „Białym Piórem”.
Motyw strzału w lunetę wykorzystał Steven Spielberg w filmie Szeregowiec Ryan, zmieniając jedynie czas i miejsce akcji. W filmie Spielberga amerykański żołnierz Jackson zabija niemieckiego snajpera Wolfganga Gottberga w czasie inwazji w Normandii. Także w filmie Snajper w reż. Luisa Llosa można znaleźć kilka odniesień do życiorysu Hathcocka także ten z podchodami wrogich snajperów oraz strzałem w lunetę.

## Odznaczenia
- Purpurowe Serce
- Srebrna Gwiazda[2]
- Medal Pochwalny[2]